# Necó II

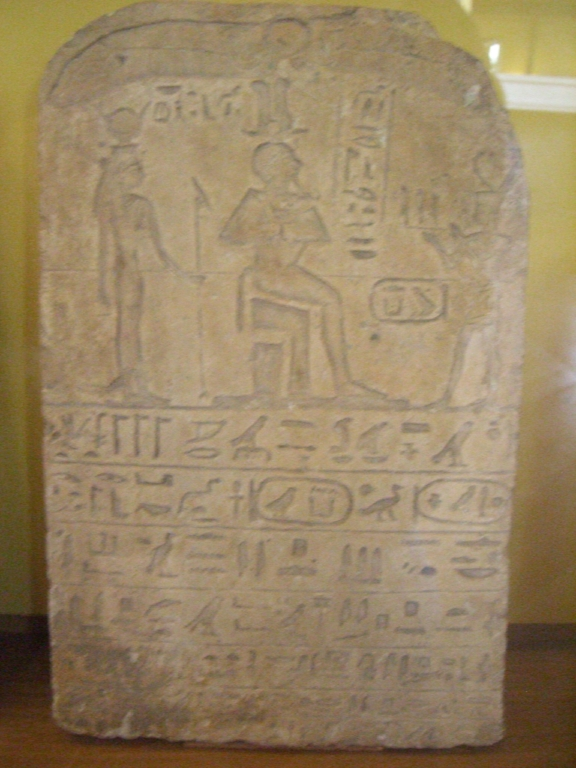
Estela de Nekao II, dedicada a Isis i Osiris. Museu del Louvre

Uahemibra Nekau o Nekao II fou un faraó de la dinastia XXVI que governà a l'antic Egipte del 610 al 595 aC.
Era fill de Psamètic I i de Mehetenusejet. La seva esposa fou Jedebarbenet (la mare de Psamètic II). Donà suport als assiris contra Babilònia. Com a conseqüència d'una expedició, capitanejada personalment per Nekao l'any 609 aC, Josies (el rei de Judà), fou derrotat i mort a Megiddo; en el seu lloc Nekao posà el seu fill Joakhaz, restaurant així la supremacia egípcia sobre Palestina.
Després de ser derrotat per l'exèrcit babiloni en la cèlebre Batalla de Carquemix, l'any 605 aC, Nekao es retirà a Egipte i gràcies a la mort de Nabopolasar, el pare de Nabucodonosor II, salvà Egipte del seu atac.
L'any 601 aC, Nekao va rebutjar l'atac babiloni i, segons Heròdot, capturà Gaza en perseguir l'enemic. Aquest fet assegurà a Egipte la possessió de les províncies fenícies de l'Imperi neoassiri, incloent-hi la part de Palestina.
Segons el text d'Heròdot, ordenà construir un canal per comunicar el braç oriental de riu Nil, des del nord de Bubastis, amb el mar Roig, que fou acabat posteriorment per Darios I. Creà la flota egípcia, construïda per artesans corintis. Envià una expedició fenícia per circumnavegar l'Àfrica, però es desconeix si tingué èxit. Nekao II morí l'any 595 aC, i el va succeir en el tron el seu fill, Psamètic II.